# Konwergencja i Unia
Konwergencja i Unia (kat. Convergència i Unió, CiU) – centroprawicowa katalońska koalicja, a od 2001 federacja polityczna. Była federacją Demokratycznej Konwergencji Katalonii (CDC) i Demokratycznej Unii Katalonii (UDC). Postrzegana była jako katalońskie ugrupowanie nacjonalistyczne.
CiU powstała w 1978. Jej liderami byli Jordi Pujol (do 2003) i następnie Artur Mas. Głównym formacji było utrzymanie jak największego zakresu autonomii Katalonii. W różnych okresach wspierała mniejszościowe rządy socjalistów lub konserwatystów. 
O ile większość członków partii deklarowała poglądy centroprawicowe, to w CiU działały również grupy liberalne i socjaldemokratyczne.
W ostatnich latach stała się ugrupowaniem dążącym do uzyskania niepodległości Katalonii. Na tym tle doszło do sporów między koalicjantami, mniejsza partia UDC deklarowała bardziej umiarkowane stanowisko. W 2015 Artur Mas z CDC ogłosił zakończenie współpracy.